# SN 2000dy
SN 2000dy – supernowa typu Ia odkryta 25 października 2000 roku w galaktyce A232535-0022. W momencie odkrycia miała maksymalną jasność 22,70m.